# Kaliforniai álom (film, 2016)
A Kaliforniai álom (eredeti cím: La La Land) 2016-ban bemutatott amerikai romantikus filmmusical Damien Chazelle rendezésében. A főszerepet Ryan Gosling és Emma Stone alakítja.
A produkciót először a Velencei Nemzetközi Filmfesztiválon mutatták be 2016. augusztus 31-én, a mozikban pedig decembertől kezdték vetíteni.
A film négy Grammy-díjat és hat Oscar-díjat nyert a legjobb rendezőért, női főszereplőért, díszletért, operatőrért, eredeti filmzenéért és betétdalért. Továbbá elnyerte a legjobb filmnek járó BAFTA-díjat és a Golden Globe-díjért versengve minden kategóriában nyert, amire jelölték.

## Cselekmény
Mia Dolan (Emma Stone) régi álma, hogy híres színésznő váljon belőle. Sebastian (Ryan Gosling) zongorista és zeneszerző, egy saját bárt akar nyitni, ahol csak a dzsessznek élhet. A két fiatal azonban folyton falakba ütközik, és elkeseredésükben elvállalnak minden alja munkát. 
Mia először egy étteremben találkozik Sebastiannal, és hallja őt zongorázni, majd szemtanúja lesz, hogy a férfinak felmondanak, mert nem tartotta magát a megengedett repertoárhoz: a karácsonyi dalokhoz. Hónapokkal később ismét összefutnak, és a cukkolások és ironikus megjegyzések ellenére nyilvánvaló, hogy tetszenek egymásnak. Mia körbevezeti Sebastiant a hollywoodi stúdiókban, ahol ő csak mint kiszolgáló dolgozik, Sebastian pedig bevezeti a lányt a dzsessz világába. Később moziba hívja James Dean híres filmjére, a Haragban a világgalra, és Mia igent mond megfeledkezve barátja, Greg vacsorameghívásáról. A film már lassan kezdődik, de Mia még mindig nincs sehol. A lány váratlanul megérkezik, otthagyva a barátját a többi meghívottal.
Mia beköltözik Sebastianhoz, és a férfi próbál belé lelket önteni: ha nincs szerep, amire felvennék, írjon magának egyet. Eközben Sebastiant felkeresi egy régi ismerőse, Keith (John Legend), akinek együttese van, és szüksége lenne egy új billentyűsre. Sebastian húzódozik, mert tisztában van vele, hogy Keith bár a dzsessz elemeivel dolgozik, popzenés hatást kelt. Egy vacsora alkalmával azonban meghallja, hogy Mia szülei aggódnak a lányukért, mert a barátjának nincs biztos megélhetése, ezért elfogadja Keith ajánlatát.
A banda hamar sikeres lesz, és turnéra indul, de Mia kételkedni kezd abban, hogy Sebastian azt csinálja, amit igazán szeretne. Sebastian nem megy el Mia előadására sem, amit magának írt. A színdarabra csak páran jönnek el, így Mia nem tudja kifizetni a színházat sem, és véletlenül meghallja, hogy az a maradék ember is leszólja a darabját. Mia nem tud megbocsátani Sebastiannak, ezért kiköltözik és szakít vele.
A férfi utána megy, és meggyőzi, hogy visszajöjjön: valaki látta Mia előadását a színházban, és meghallgatásra hívja. Mia részt vesz a meghallgatáson, ahol megkérik, hogy meséljen nekik valami történetet, és Mia a nagynénjéről kezd énekelni. Mia megkapja a filmszerepet, amit Párizsban fognak forgatni, így Sebastian és Mia útja elválik.
Évekkel később Mia már férjnél van, és van egy kislánya. A házaspár kimozdul otthonról és véletlenül abba a dzsesszbárba kerülnek, ami Sebastian tulajdona. Észreveszik egymást, és Sebastian eljátssza neki azt a dalt, amit még akkor írt, mikor Miával együtt volt. Képzeletben eljátsszanak a gondolattal, milyen életük lehetett volna együtt. Mia a kijáratnál visszafordul, és rámosolyog Sebastianra, aki azt viszonozza.   

## Szereplők
| Karakter         | Színész           | Szinkronhang      |
| ---------------- | ----------------- | ----------------- |
| Sebastian Wilder | Ryan Gosling      | Zámbori Soma      |
| Mia Dolan        | Emma Stone        | Nemes Takách Kata |
| Keith            | John Legend       | Horváth Illés     |
| Laura Wilder     | Rosemarie DeWitt  | Németh Kriszta    |
| Greg             | Finn Wittrock     | Jakab Márk        |
| Tracy            | Callie Hernandez  | Bognár Gyöngyvér  |
| Caitlin          | Sonoya Mizuno     | Kraszkó Zita      |
| Alexis           | Jessica Rothe     | Eke Angéla        |
| David            | Tom Everett Scott | Rékasi Károly     |
| Josh             | Josh Pence        | Pál Tamás         |
| Mia anyja        | Meagen Fay        | (nem szólal meg)  |
| Harry            | Damon Gupton      | n.a               |
| Bill             | J. K. Simmons     | Forgács Gábor     |
| Carlo            | Jason Fuchs       | Kovács Lehel      |
| Bree             | Olivia Hamilton   | F. Nagy Erika     |
| Sarah            | Anna Chazelle     | n.a               |
| Alistair         | Miles Anderson    | Pálfai Péter      |
| Linda            | Terry Walters     | Xantus Barbara    |

## Megjelenés
Kaliforniai álom világpremierje 2016. augusztus 31-én volt a Velencei Nemzetközi Filmfesztivál nyitófilmjeként. Majd vetítették a Telluride Film Fesztiválon, a Toronto International Film Fesztiválon kezdve 2016, szeptember 12-én, a BFI London Film Fesztiválon, a Middleburg Film Fesztiválon késő októberben, a Virginia Film Fesztiválon november 6-án, és az AFI Festen november 15-én.
Kezdetben a film megjelenése 2016. július 15-ére volt kiírva, azonban ez év márciusában kijelentették, hogy a filmnek egy limitált megjelenési időt szánnak 2016, december 2-tól kezdődően egész a nagy megjelenésig, december 16-án.
Chazelle szerint a változtatás szükséges volt, mivel úgy érezte, hogy a megjelenés nem volt megfelelő a film kontextusához. Később a film megjelenését elhalasztották egy héttel, december 6-ra, a nagy megjelenést meghagyván 2016. december 16-ra. Lionsgate megjelenítette a filmet öt különböző helyszínen december 9-én, melyet majd megnövelt 200 filmszínházra december 16-án, mielőtt a nagyközönség elé került volna 2016. december 25-én. A Kaliforniai álom megjelent az Egyesült Királyságban 2017. január 12-én. A film megjelent Hollandiában 2016. december 22-én, és Ausztráliában december 26-án továbbá fokozatosan megjelenve a világ többi részén.

## Zene
A Kaliforniai álom számára írt dalokat Justin Hurwitz komponálta és orkesztrálta, Chazelle egyik évfolyam társa a Harvardon, aki ez előtt már két filmjén is dolgozott. A dalok szövegeit Pasek and Paul írták, kivéve a "Start a Fire" című dalt, amelyet John Legend, Hurwitz, Marius de Vries és Angelique Cinelu szerzett.

A filmzenét tartalmazó albumot 2016. december 9-én adta ki az Interscope Records, mely tartalmazta Hurwitz szerzeményeit előadva a színészek által.

## Fontosabb díjak és jelölések
| Díj                               | Kategória                                             | Eredmény |
| --------------------------------- | ----------------------------------------------------- | -------- |
| Oscar-díj                         | legjobb film                                          | Jelölve  |
| Oscar-díj                         | legjobb rendező                                       | Elnyerte |
| Oscar-díj                         | legjobb férfi főszereplő                              | Jelölve  |
| Oscar-díj                         | legjobb női főszereplő                                | Elnyerte |
| Oscar-díj                         | legjobb forgatókönyv                                  | Jelölve  |
| Oscar-díj                         | legjobb eredeti filmzene                              | Elnyerte |
| Oscar-díj                         | legjobb eredeti betétdal (City of Stars)              | Elnyerte |
| Oscar-díj                         | legjobb eredeti betétdal (The Fools Who Dream)        | Jelölve  |
| Oscar-díj                         | legjobb hangvágás                                     | Jelölve  |
| Oscar-díj                         | legjobb hangkeverés                                   | Jelölve  |
| Oscar-díj                         | legjobb látványterv                                   | Elnyerte |
| Oscar-díj                         | legjobb operatőr                                      | Elnyerte |
| Oscar-díj                         | legjobb jelmez                                        | Jelölve  |
| Oscar-díj                         | legjobb vágás                                         | Jelölve  |
| Golden Globe-díj                  | legjobb zenés film vagy vígjáték                      | Elnyerte |
| Golden Globe-díj                  | legjobb férfi főszereplő                              | Elnyerte |
| Golden Globe-díj                  | legjobb női főszereplő                                | Elnyerte |
| Golden Globe-díj                  | legjobb filmrendező                                   | Elnyerte |
| Golden Globe-díj                  | legjobb forgatókönyv                                  | Elnyerte |
| Golden Globe-díj                  | legjobb eredeti filmzene                              | Elnyerte |
| Golden Globe-díj                  | legjobb eredeti filmbetétdal (City of Stars)          | Elnyerte |
| BAFTA-díj                         | legjobb film                                          | Elnyerte |
| BAFTA-díj                         | legjobb rendező                                       | Elnyerte |
| BAFTA-díj                         | legjobb férfi főszereplő                              | Jelölve  |
| BAFTA-díj                         | legjobb női főszereplő                                | Elnyerte |
| BAFTA-díj                         | legjobb eredeti forgatókönyv                          | Jelölve  |
| BAFTA-díj                         | legjobb operatőr                                      | Elnyerte |
| BAFTA-díj                         | legjobb filmzene                                      | Elnyerte |
| BAFTA-díj                         | legjobb hang                                          | Jelölve  |
| BAFTA-díj                         | legjobb díszlet                                       | Jelölve  |
| BAFTA-díj                         | legjobb jelmez                                        | Jelölve  |
| BAFTA-díj                         | legjobb vágás                                         | Jelölve  |
| Screen Actors Guild-díj           | Screen Actors Guild-díj a legjobb férfi főszereplőnek | Jelölve  |
| Screen Actors Guild-díj           | Screen Actors Guild-díj a legjobb női főszereplőnek   | Elnyerte |
| Szaturnusz-díj                    | legjobb független film                                | Elnyerte |
| Szaturnusz-díj                    | legjobb filmzene                                      | Elnyerte |
| César-díj                         | legjobb külföldi film                                 | Jelölve  |
| David di Donatello-díj            | legjobb külföldi film                                 | Jelölve  |
| Grammy-díj                        | Vizuális média: legjobb filmzenealbum                 | Elnyerte |
| Grammy-díj                        | Vizuális média: legjobb filmzene                      | Elnyerte |
| Grammy-díj                        | Vizuális média: legjobb betétdal                      | Jelölve  |
| MTV Movie Awards                  | legjobb csók                                          | Jelölve  |
| MTV Movie Awards                  | legjobb zenés pillanat                                | Jelölve  |
| Velencei Nemzetközi Filmfesztivál | Arany Oroszlán díj a legjobb filmnek                  | Jelölve  |
| Velencei Nemzetközi Filmfesztivál | Volpi Kupa a legjobb színésznőnek                     | Elnyerte |